# Intreccio (narratologia)
In narratologia, per intreccio si intende l'insieme degli eventi contenuti in un'opera narrativa, visti però non nel loro susseguirsi cronologico e causale, ma nel modo effettivo in cui sono stati disposti dall'autore. Questi infatti può ricorrere a diversi artifizi narrativi, determinando delle distorsioni rispetto alla sequenza meramente cronologica. Ad esempio, con la prolessi l'autore anticipa al lettore la conoscenza di fatti che sulla linea temporale verranno solo dopo. Viceversa, l'analessi (o flashback) è la narrazione posticipata di fatti che sulla linea temporale venivano prima.
In questo senso, l'intreccio si contrappone alla fabula, che è invece il susseguirsi cronologicamente e causalmente ordinato di una serie di eventi. Intreccio e fabula, entrambi spesso indicati ambiguamente come "trama", mettono in evidenza il rapporto dinamico che sussiste tra tempo della storia (cioè la temporalità relativa ai fatti narrati) e tempo del racconto (cioè la temporalità relativa all'enunciazione della storia, alla sua messa per iscritto). È sulla base del rapporto tra questi due diversi orizzonti temporali che è possibile comprendere la possibilità di una distorsione temporale in narrativa. Un caso estremamente tipico di rapporto non parallelo tra fabula e intreccio è rappresentato dal romanzo giallo, che può iniziare con la scoperta di un cadavere e con la ricostruzione degli avvenimenti precedenti (e quindi anche l'identità dell'assassino).